# Davide Giordano
Davide Giordano (né à Courmayeur le 22 mars 1864 et mort à Venise le 1er février 1954) est un médecin et homme politique italien.

## Biographie
Il naît dans une famille vaudoise originaire de Torre Pellice, fils de Giacomo et Susetta Hugon. Après avoir fréquenté le lycée classique de Pignerol (1881), il s'inscrit à la faculté de médecine et de chirurgie de l'université de Turin. Il est formé à l'hôpital majeur de Saint Jean-Baptiste (aujourd'hui Museo Regionale di Scienze Naturali di Torino) dans les services de chirurgie et le laboratoire de pathologie clinique d'Edoardo Perroncito, devenant l'un des étudiants les plus brillants. 
Il obtient son diplôme en 1887 grâce à une thèse sur l'étiopathogénèse de l'ostéomyélite. Peu après, il devient chirurgien à l'hôpital vaudois de Torre Pellice et médecin dans les municipalités de Bobbio, Villar, Luserna San Giovanni, Angrogna et Rorà. En 1891, il devient assistant  à la clinique chirurgicale de l'université de Bologne. 
En 1894, il remporte un concours et devient directeur des hôpitaux de Venise. Il veille particulièrement à l'organisation et à l'efficacité du service de chirurgie de l'hôpital civil local. 
Il est une personnalité scientifique de premier plan, dont les connaissances couvraient tous les domaines de la chirurgie générale. Il réalise des opérations de neurochirurgie, de chirurgie digestive, maxillo-faciale, urologique, gynécologique ou orthopédique. Il contribue à la recherche scientifique grâce à ses plus de deux cents publications, livres ou monographies. Il donne son nom à un signe clinique diagnostique connu sous le nom de "signe de Giordano ". 
Un autre de ses domaines d'intérêt était l'histoire de la médecine. Il est parmi les membres fondateurs et président de la Société italienne d'histoire critique des sciences médicales et naturelles (1907) et président de la Société internationale d'histoire de la médecine (1930 - 1938). Dans ce domaine également, il a laissé plusieurs ouvrages à la littérature scientifique. 
Il était également engagé en politique. Nationaliste, pendant la grande guerre, il était chirurgien consultant de l'armée. En 1920, il fonde le groupe Alleanza Nazionale avec Giovanni Battista Giuriati et Pietro Orsi et est élu maire de Venise, poste qu'il occupe jusqu'en 1923, date à laquelle il devient commissaire extraordinaire du gouvernement italien jusqu'à l'année suivante. Il est également conseiller médical auprès de la Milice volontaire pour la sécurité nationale et en 1924, il est nommé sénateur du royaume d'Italie. À partir de 1927, il devient commissaire de l'École supérieure d'économie de l'université Ca 'Foscari et en 1931, il est nommé président de son conseil d'administration. Il est également président de l'Institut vénitien des sciences, lettres et arts (1930 - 1932). 
En 1934, il arrête son activité médicale ayant atteint la limite d'âge. 
Après la chute du fascisme, il est jugé par la Haute Cour de justice pour les sanctions contre le fascisme. Après la Seconde Guerre mondiale, son passé politique conduit à son exclusion du monde scientifique.

## Décorations
- Commandeur de l'ordre de la Couronne d'Italie - 10 juin 1920
- Grand officier de l'ordre de la Couronne d'Italie - 13 août 1921
- Commandeur de l'ordre des Saints-Maurice-et-Lazare - 29 août 1922
- Grand officier de l'ordre des Saints Maurice et Lazare - 6 décembre 1934

## Quelques écrits
- Écrits et discours pertinents à l'histoire de la médecine et à différents sujets. Avec 91 illustrations dans le texte , Éditions du Journal of Modern Therapy and Practical Medicine, Milan 1930, p. 630

## Remarque
1. ↑  (it) « Ospedale Maggiore di San Giovanni Battista e della città di Torino oggi Museo Regionale di Scienze Naturali - MuseoTorino », sur museotorino.it (consulté le 23 octobre 2021).
2. ↑  Nunzio Spina, « Davide Giordano: il chirurgo valdese che lasciò un "segno" anche nell'ortopedia », Giornale Italiano di Ortopedia e Traumatologia, vol. XXXIX, no 5,‎ octobre 2013, p. 18 (lire en ligne)